# کارکردگرایی (روابط بین‌الملل)
کارکردگرایی یکی از نظریه‌های روابط بین‌الملل است که در دوره بین دو جنگ جهانی و در پی نگرانی از منسوخ شدن دولت به عنوان شکلی از سازمان اجتماعی به وجود آمد. کارکردگرایان به جای تمرکز بر منافع شخصی به مثابه عامل ایجادکننده انگیزه که مورد توجه واقع گرایان است، بر منافع مشترک تأکید می‌کنند.

## پی‌نوشت‌ها
1. ↑  Wolf, Peter. "International Organization and Attitude Change: A Re-examination of the Functionalist Approach." International Organization. Vol.27. (July 1973): pp.  ۳۴۷–۳۷۱.